# Societat la Concòrdia (Cantallops)
La Societat la Concòrdia és una obra historicista de Cantallops (Alt Empordà) inclosa a l'Inventari del Patrimoni Arquitectònic de Catalunya, situada al sud del nucli urbà de la població de Cantallops, al carrer Progrés.

## Descripció
Edifici aïllat de planta rectangular, format per dos cossos adossats amb les cobertes de teula de dos vessants. El cos principal està distribuït en soterrani i planta baixa, mentre que el cos posterior s'organitza en una sola planta situada a un nivell inferior que la del cos originari. Davant la façana principal s'obre una gran terrassa lleugerament elevada respecte el nivell del carrer. Totes les obertures de l'edifici són assimilables als arcs de ferradura i estan bastides en maons. N'hi ha moltes que actualment estan tapiades amb totxos, exceptuant alguna de les finestres de la façana lateral i la porta d'accés de la principal. Cal destacar que tant la façana principal, orientada al nord, com la posterior presenten les testeres esglaonades amb plafons semicirculars centrals. Les façanes laterals presenten cornises motllurades amb voladís de teula àrab. Damunt del portal d'accés principal hi ha el nom de la societat.
La construcció és bastida en pedra de granit sense treballar, lligada amb morter de calç, exceptuant les cantonades que són bastides amb carreus ben escairats. El parament de la façana principal està arrebossat i pintat.

## Història
Aquest tipus d'institucions que coneixem amb el nom de Societats de Beneficència estan molt esteses en diversos indrets de la comarca. La seva presència es fa palesa des de la segona meitat del segle xix. Aquestes institucions, que en el seu origen es crearen per oferir una sèrie de serveis socials a la comunitat, esdevingueren amb el temps centres de reunió i de promoció d'activitats lúdiques i culturals. Així doncs, a diferents nuclis de l'Empordà podem constatar la existència d'uns edificis que acullen una Societat de Beneficència com a Darnius, Maçanet de Cabrenys i Agullana.
En el cas de Cantallops, la Societat la Concòrdia és la mutualitat del poble i va ser patrocinada i construïda pels seus socis el 1910. La Societat havia estat fundada el desembre de 1864 i el naixement de l'edifici va començar el 1907 quan es va adquirir el terreny. A final del 1908 es va fer una subhasta per fer les obres, que costarien 7.197 pessetes i, com que l'import era superior al que s'havia previst, cada soci hi va aportar 36 pessetes addicionals. El juny del 1910, es va finalitzar l'obra. Aquest local històric a Cantallops no només ha estat la seu de la societat, sinó que va esdevenir el lloc de reunió al poble.
El naixement de la societat va anar lligat a l'augment de població que va tenir Cantallops a final del segle xix –que va arribar als 780 habitants–, degut a la indústria del suro que el 1884 ocupava quaranta homes i sis dones. Aquesta activitat va fomentar el moviment obrerista i la creació de la «Societat de Socors Mutus La Concòrdia» que funcionava com una mútua i donava serveis als socis com l'atenció d'un metge, el pagament de medicaments i subsidis per incapacitat o per malaltia crònica. També hi havia un servei de vetlla i d'enterrament.